# Trachysphaera coiffaiti
Trachysphaera coiffaiti är en mångfotingart som beskrevs av Pius Strasser 1974. Trachysphaera coiffaiti ingår i släktet Trachysphaera och familjen Doderiidae. Inga underarter finns listade i Catalogue of Life.